# ブレンダン・フォスター
ブレンダン・フォスター（Brendan Foster、1948年1月12日- ）は、イギリスの陸上競技選手。1976年モントリオールオリンピックの銅メダリストである。

## 経歴
フォスターは、1970年コモンウェルスゲームズ出場が最初の国際大会となり、この大会の1500mで、ケニアのキプチョゲ・ケイノ、ニュージーランドのディック・クァックスに次いで3位となる。翌1971年のヨーロッパ選手権の1500mでも3位となり、さらに、初のオリンピックとなった1972年ミュンヘンオリンピックでは1500mで5位入賞を果たした。これ以後、フォスターは1500mよりも長い距離に挑戦するようになる。
フォスターは、1972年には2マイルで8分13秒68の世界新記録を達成。1974年には3000mでも7分35秒2の世界新記録を樹立した。1974年9月に行われたヨーロッパ選手権では5000mに出場し、大会記録を約15秒更新し、2位に約7秒差をつけ圧勝。金メダルに輝いた。1975年には10000mに挑戦。いきなり27分45秒43の世界歴代7位のタイムをたたき出す。（当時の世界記録は27分30秒80）
フォスターは、1976年モントリオールオリンピックにおいて、5000mと10000mの2種目に出場。10000mでは、フィンランドのラッセ・ビレン、ポルトガルのカルロス・ロペスに次いで銅メダルを獲得。この大会の陸上競技でイギリス選手が獲得した唯一のメダルとなった。5000mのレースは激戦となり、金メダルのビレンから約1秒半遅れであったが、5位に終わった。フォスターは同年大英帝国勲章を受章した。
フォスターは、1978年8月にカナダのエドモントンで開催されたコモンウェルスゲームズに出場し、10000mで優勝。5000mでもケニアのヘンリー・ロノ、マイケル・ムスヨキに次ぐ3位となる。さらにその3週間後に開催されたヨーロッパ選手権に出場したが、10000mで、優勝したフィンランドのマルッティ・バイニオから1秒7遅れの4位に迫るも、惜しくもメダルを逃した。
フォスターは、1980年モスクワオリンピックが最後のメジャーな大会への出場となったが、10000mで11位という結果に終わった。
フォスターは現役引退後、アメリカのスポーツ用品会社のナイキに勤め、ヨーロッパナイキのトップまで上り詰める。その後、自らスポーツ用品とイベント企画会社を興し現在でもその会長の職にある。
さらに、陸上競技とのつながりは現在でも持っており、テレビの解説者として、また、ハーフマラソンの大会「グレート・ノース・ラン」の創設者としても知られている。
フォスターは、2005年から、リーズ・メトロポリタン大学の総長に就任している。

## 自己ベスト
- 1500m - 3分37秒64 (1974年)
- 3000m - 7分35秒2 (1974年)
- 5000m - 13分14秒6 (1974年)
- 10000m - 27分30秒3 (1978年)
- マラソン - 2時間15分49秒 (1980年)

## 主な実績
| 年   | 大会                   | 場所                                 | 種目   | 結果 | 記録       |
| ---- | ---------------------- | ------------------------------------ | ------ | ---- | ---------- |
| 1970 | コモンウェルスゲームズ | エジンバラ(スコットランド)           | 1500m  | 3位  | 3分40秒63  |
| 1971 | ヨーロッパ陸上選手権   | ヘルシンキ(フィンランド)             | 1500m  | 3位  | 3分39秒24  |
| 1972 | オリンピック           | ミュンヘン(西ドイツ)                 | 1500m  | 5位  | 3分39秒0   |
| 1974 | コモンウェルスゲームズ | クライストチャーチ(ニュージーランド) | 5000m  | 2位  | 13分14秒6  |
| 1974 | ヨーロッパ陸上選手権   | ローマ(イタリア)                     | 5000m  | 1位  | 13分17秒21 |
| 1976 | オリンピック           | モントリオール(カナダ)               | 5000m  | 5位  | 13分26秒19 |
| 1976 | オリンピック           | モントリオール(カナダ)               | 10000m | 3位  | 27分54秒92 |
| 1978 | コモンウェルスゲームズ | エドモントン(カナダ)                 | 5000m  | 3位  | 13分31秒35 |
| 1978 | コモンウェルスゲームズ | エドモントン (カナダ)                | 10000m | 1位  | 28分13秒65 |
| 1978 | ヨーロッパ陸上選手権   | プラハ(チェコスロバキア)             | 10000m | 4位  | 27分32秒7  |
| 1980 | オリンピック           | モスクワ(ソビエト連邦)               | 10000m | 11位 | 28分22秒6  |